# Formas de Chern-Simons
Las formas de Chern-Simons, en matemáticas, son ciertas clases características secundarias. Se les han encontrado interés en teoría de gauge, y (especialmente las 3-formas) definen la acción de la teoría de Chern-Simons. El nombre se debe a sus creadores, Shiing-Shen Chern y Jim Simons.
Dado una variedad y una 1-forma A a valores en un álgebra de Lie, se puede definir una familia de p-formas:
En una dimensión, la 1-forma de Chern-Simons viene dada por
{\displaystyle Tr[\mathbf {A} ]}.
En tres dimensiones, las 3-formas de Chern-Simons vienen dadas por
{\displaystyle Tr[\mathbf {F} \wedge \mathbf {A} -{\frac {1}{3}}\mathbf {A} \wedge \mathbf {A} \wedge \mathbf {A} ]}.
En cinco dimensiones, las 5-formas de Chern-Simons vienen dadas por
{\displaystyle Tr[\mathbf {F} \wedge \mathbf {F} \wedge \mathbf {A} -{\frac {1}{2}}\mathbf {F} \wedge \mathbf {A} \wedge \mathbf {A} \wedge \mathbf {A} +{\frac {1}{10}}\mathbf {A} \wedge \mathbf {A} \wedge \mathbf {A} \wedge \mathbf {A} \wedge \mathbf {A} ]}
donde se define la curvatura F como
{\displaystyle d\mathbf {A} +\mathbf {A} \wedge \mathbf {A} }.
La forma general de Chern-Simons ω2k-1 se define de manera tal que dω2k-1 = Tr (Fk) donde se utiliza para definir Fk el producto cuña.
Véase teoría de gauge para más detalles.
En general, la p-forma de Chern-Simons se define para cualquier p impar. Confrontar teoría de gauge para las definiciones. Su integral sobre una variedad p-dimensional es un invariante de homotopía. Este valor se llama el número de Chern.